# William Myron Keck
William Myron Keck (* 27. April 1880 in Bedford, Pennsylvania; † 20. August 1964 im Los Angeles County) war ein US-amerikanischer Unternehmer und Philanthrop.
1921 gründete er die Superior Oil Company in Coalinga, Kalifornien.
Er wurde vor allem durch die W. M. Keck Foundation, eine der größten Stiftungen in den USA, bekannt, die er 1954 gegründet hatte.